# 徳田御稔
徳田 御稔（とくだ みとし、1906年10月13日 - 1975年1月29日）は、日本の動物学者。

## 人物
兵庫県神戸市に生まれる。北海道帝国大学農学部を卒業後、京都帝国大学理学部大学院に進学、第1講座駒井卓教授の指導を受けた。大学院入学後から、日本および近隣の大陸や島嶼のネズミ類の分類・生物地理の研究を精力的に行い、1941年には日本動物学会賞を受賞した。しかし、第2次世界大戦後は進化学やルイセンコ論争への啓蒙的な活動が主となり、戦前・戦中に行ったネズミ類分類の研究には関与しなくなった。ルイセンコ派として佐藤七郎らと共に、獲得形質が遺伝することを薬剤耐性の獲得で説明しようと試みたが（「ヤロビ農法」も参照のこと）、駒井卓は反ルイセンコ派の急先鋒となっていった。1970年3月の定年退職後、1972年12月に病に倒れ、1975年死去。

## 年譜
主として金子之史制作の年表を元にした
- 1906年（明治39年）10月13日：神戸市生田区で海軍軍人の子として生まれる
- 1919年（大正8年）
  - 3月：神戸市立諏訪山尋常小学校卒業
  - 4月：兵庫県立第一神戸中学校入学
- 1923年（大正12年）
  - 3月：兵庫県立第一神戸中学校卒業
  - 4月：北海道帝国大学予科入学
- 1927年（昭和2年）4月：北海道帝国大学農学部入学
- 1930年（昭和5年）3月：北海道帝国大学農学部卒業（卒業までの指導教員は、1929年に定年退職した動物学昆虫学養蚕学第一講座八田三郎元教授、1929年に助教授から教授に昇進し1930年に理学部動物学科に転任した小熊捍教授、および1930年に第一講座の教授に昇格し、理学部教授も併任することになる犬飼哲夫[3]と考えられている[1]）
- 1931年（昭和6年）4月：京都帝国大学理学部大学院入学（指導教員は駒井卓教授）[1]
- 1935年（昭和10年）3月：京都帝国大学副手（無給）
- 1941年（昭和16年）10月：京都帝国大学より理学博士の学位授与 「A revised monograph of the Japanese and Manchou-Korean Muridae」、日本動物学会賞受賞
- 1942年（昭和17年）3月：京都帝国大学理学部講師（無給）
- 1944年（昭和19年）6月：陸軍技師
- 1946年（昭和21年）6月：京都帝国大学理学部講師
- 1954年（昭和29年）10月：京都大学理学部助教授
- 1961年（昭和36年）：雑誌「哺乳類科学」創刊に関与
- 1965年（昭和40年）：日本ミチューリン会副会長に就任
- 1970年（昭和45年）3月：定年退官
- 1972年（昭和47年）12月：脳梗塞（?）で倒れる
- 1975年（昭和50年）1月29日：逝去

## 記載した種など
- Urotrichus talpoides minutus Tokuda, 1923（オキヒミズモグラ）

## 著書

### 単著
- 『齧歯類の遺伝』遺伝・育種学叢書 養賢堂 1936
- 『日本生物地理 東亜鼠類の進化学的研究より見たる日本列島の地史及び生物相の発達史』古今書院 1941
- 『生物進化論』日本科学社 1947 学生叢書 自然科学篇 のち講談社学術文庫
- 『進化論』1951 岩波全書
- 『二つの遺伝学』理論社 1952
- 『続・二つの遺伝学』理論社 1956
- 『進化学入門 種の問題を中心に』1963 紀伊国屋新書
- 『生物地理学』築地書館 1969
- 『進化・系統分類学』第1-2 共立出版 1970 共立全書

### 共編著
- 『あひる』内藤克三 上坂章次と鼎談 富民社 1948
- 『現代の進化論 どこに問題があるのか?』編 理論社 1953
- 『国民のための理科教育 生物教育の基礎』編 法律文化社 1964 教育シリーズ
- 『国民のための生物教育』編著 法律文化社 1969 教育シリーズMitoshi Tokuda

### 翻訳
- チャールズ・ダーウィン『初版「種の起源」 訳と解説』三一書房 1959

## 論文
- 国立情報学研究所収録論文 国立情報学研究所

- 徳田御稔「擇捉島の鼠禍に就いて」『動物学雑誌』第44巻第529号、東京動物學會、1932年、441-442頁、NAID 110003359530。
- 徳田御稔「ON SOME SMALL MAMMALS COLLECTED ON THE ISLANDS OF OKI :」『日本動物学彙報』第13巻第5号、日本動物学会、1932年、577-585頁、NAID 110003352243。
- 徳田御稔「擇捉島のハツカネズミに就て」『動物学雑誌』第45巻第535号、東京動物學會、1933年、250頁、NAID 110003359558。
- 徳田御稔 ON SOME RATS AND MICE FROM THE SOUTH SEA ISLANDS.(PART I.RATTUS CONCOLOR GROUP) 日本動物学彙報 社団法人日本動物学会 1933-06-10 14 1 79-87 https://cir.nii.ac.jp/crid/1390853200321501824
- 徳田御稔 PRELIMINARY NOTES ON SOME SMALL MAMMALS FROM SADO ISLAND 日本動物学彙報 社団法人日本動物学会 1933-10-25 14 2 235-241 https://cir.nii.ac.jp/crid/1390290250368085504
- 徳田御稔 哺乳動物に關する遺傳の智識の不完全 動物学雑誌 00445118 社団法人日本動物学会 1933-11-15 45 541 481-482 https://cir.nii.ac.jp/crid/1544231895065935744
- 徳田御稔 品種や種の特徴はメンデル式の遺傳をせぬか?：CASTLE 1933への反駁 動物学雑誌 00445118 社団法人日本動物学会 1934-04-15 46 546 159-160 https://cir.nii.ac.jp/crid/1541417145298835584
- 徳田御稔 國後島にエゾトガリネズミ産す 動物学雑誌 00445118 社団法人日本動物学会 1934-12-15 46 554 577-578 https://cir.nii.ac.jp/crid/1544231895065955200
- 徳田御稔、鹿野忠雄 A BAT AND A NEW SHREW FROM KOTO-SHO (BOTEL-TOBAGO) 日本動物学彙報 社団法人日本動物学会 1936-12-01 15 4 427-432 https://cir.nii.ac.jp/crid/1390008775392830464
- 徳田御稔、鹿野忠雄 紅頭嶼より發見されたフィリッピン系の鼠に就て 動物学雑誌 00445118 社団法人日本動物学会 1938-02-15 50 2 84-87 https://cir.nii.ac.jp/crid/1390853651543566976
- 徳田御稔 日本及び滿洲産鼠類の分類（摘要）：鼠類に見られる變異の檢討 動物学雑誌 00445118 社団法人日本動物学会 1941-06-15 53 6 287-298 https://cir.nii.ac.jp/crid/1390009226613442048
- 徳田御稔 人間改造論--目武雄氏の「人間改造」について 人間美学 臼井書房 1948-00-00 18-21 https://cir.nii.ac.jp/crid/1523388080558515072
- 徳田御稔 殉教の遺伝学者バビロフ 時論 時論社 1949-09-00 4 9 66-70 https://cir.nii.ac.jp/crid/1522262180748806912
- 徳田御稔 進化学とメソデル式遺伝学-岡 英人氏の"進化と突然変異"なる論文をよんで- 生物科学 00452033日本生物科学者協会 1950-06-00 2 2 49-57 https://cir.nii.ac.jp/crid/1524232505113497984
- 徳田御稔 鼠類の起原・分布及び進化 生物科学 00452033日本生物科学者協会 1950-09-00 2 3 104-108 https://cir.nii.ac.jp/crid/1521417755657051392
- 徳田御稔 御岳と八ヶ岳の鼠類：特に鼠類に於ける棲分けの問題に就て 動物学雑誌 00445118 社団法人日本動物学会 1950-09-15 59 9 210-213 https://cir.nii.ac.jp/crid/1390009226619958016
- 徳田御稔 日本産鼠類の分類について 農薬と病虫 農薬協会 1950-11-00 4 11 6-9 https://cir.nii.ac.jp/crid/1522262180764739840
- 徳田御稔 人間の先祖-中學生歴史文庫- 井尻正二著 福村書店 102頁 挿圖55 50円 地球科學 03666611 地学団体研究会 1951-03-31 4 131 https://cir.nii.ac.jp/crid/1573105977409679232
- 徳田御稔 イタチの棲み分け 科学朝日 03684741 朝日新聞社 1951-05-00 11 5 38-39 https://cir.nii.ac.jp/crid/1520854805480009728
- 徳田御稔 ネズミに悩む離れ島-愛媛県日振島・戸島の駆除対策- 科学朝日 03684741 朝日新聞社 1951-12-00 11 12 20-22 https://cir.nii.ac.jp/crid/1523106605633891200
- 徳田御稔 鼠族の分類及び生態に関する研究(2)-鼠の生態に関する諸問題- 植物防疫 00374091日本植物防疫協会 1952-01-00 6 1 19-22 https://cir.nii.ac.jp/crid/1523951029991416320
- 徳田御稔 「進化論」の批判に答える 生物科学 00452033日本生物科学者協会 1952-03-00 4 1 42-45 https://cir.nii.ac.jp/crid/1522543655272715648
- 徳田御稔 新しい分類學への私見 動物分類學會會務報告 日本動物分類学会 1952-09-25 3 2-3 https://cir.nii.ac.jp/crid/1390001206221867136
- 徳田御稔 ルイセンコ--その学説と人 出版ニュース 03862003 出版ニュース社 1952-12-00 7 https://cir.nii.ac.jp/crid/1523106604632143872
- 徳田御稔 日本の人類学 生物科学 00452033日本生物科学者協会 1952-12-00 4 4 175-178 https://cir.nii.ac.jp/crid/1522543655855224448
- 徳田御稔 八甲田の小哺乳類-ヒミズモグラとヒメミズモグラの"棲分け"について〔英文〕 Ecological Review 03710548 Mount Hakkoda Botanical Laboratory, Tohoku University 1953-03-00 13 3 129-134 https://cir.nii.ac.jp/crid/1520573330506198016
- 徳田御稔 進化論の發展段階について(地団研総会歴史科学討論会のために,<特集>地学団体研究部会第7回総会 第60年日本地質学会総会及び年会) 地球科學 03666611 地学団体研究会 1953-04-10 12 17 https://cir.nii.ac.jp/crid/1390282679242771968
- 徳田御稔 生物地理學より進化學ヘ 地質學雜誌 00167630日本地質学会 1953-07-25 59 694 283-286 https://cir.nii.ac.jp/crid/1520009407262171136
- 徳田御稔 ルイセンコ学説について 児童心理 0385826X 金子書房 1954-00-00 8 6 564-568 https://cir.nii.ac.jp/crid/1521136280317360000
- 徳田御稔 アメリカ進化論の傾向 生物科学 00452033日本生物科学者協会 1954-01-00 54 64-68 https://cir.nii.ac.jp/crid/1522262180451254272
- 徳田 御稔 遺伝と環境 教育と医学 04529677 慶應義塾大学出版会 1954-02-00 2 2 91-96 https://cir.nii.ac.jp/crid/1520853832391930240
- 江原昭三,徳田 御稔 北海道に於けるハダニ科の二, 三の種類に就いて(組織・實驗形態・遺傳) 動物学雑誌 00445118 社団法人日本動物学会 1954-04-15 63 82-83 https://cir.nii.ac.jp/crid/1541980095227772160
- 深田祝,徳田 御稔 シマヘビ孵化の觀察(生態・動物地理) 動物学雑誌 00445118 社団法人日本動物学会 1954-04-15 63 105 https://cir.nii.ac.jp/crid/1540854195320939648
- 森脇大五郎,岡田豊日,大羽滋,黒川治男,徳田御稔,江村重雄,森主一 日本産obscuraシヨウジヨウバエについて(第3報)(生態・動物地理) 動物学雑誌 00445118 社団法人日本動物学会 1954-04-15 63 108-109 https://cir.nii.ac.jp/crid/1543105995134625920
- 徳田 御稔 養鶏と新しい遺伝学 鶏友 鶏友社 1954-09-00 16 9 34-47 https://cir.nii.ac.jp/crid/1520854805470827520
- 徳田 御稔 育種の原理-1- 鶏の研究 00290785 木香書房 1954-12-00 29 12 61-68 https://cir.nii.ac.jp/crid/1522543655129517952
- 徳田 御稔 日本及び雲南のネズミの属について〔英文〕 日本生物地理学会会報 00678716日本生物地理学会 1955-00-00 ???? https://cir.nii.ac.jp/crid/1520290885494497280
- 徳田 御稔 育種の原理-2- 鶏の研究 00290785 木香書房 1955-01-00 30 1 ???? https://cir.nii.ac.jp/crid/1523388079508790784
- 徳田 御稔 機械文明下の性行動-キンゼイ報告女性篇 自然 03870014 中央公論社 1955-02-00 10 2 ???? https://cir.nii.ac.jp/crid/1523106605090361088
- 徳田 御稔 育種の原理-3- 鶏の研究 00290785 木香書房 1955-02-00 30 2 ???? https://cir.nii.ac.jp/crid/1520291855587408384
- 徳田 御稔 「生態学と古生態学」によせて : 生態学の中心は何か 地球科學 03666611 地学団体研究会 1955-05-25 22 25-27 https://cir.nii.ac.jp/crid/1390282679242570752
- 芳賀良一,下泉重吉,恩藤芳典,徳田御稔 綜合討論(心理学・生態学) 動物学雑誌 00445118 社団法人日本動物学会 1956-04-15 65 109 https://cir.nii.ac.jp/crid/1540854195321006336
- 太田嘉四夫,田中 亮,芳賀良一,徳田御 稔,森主一,澄川精吾,前田弘,大羽滋 綜合討論(心理学・生態学) 動物学雑誌 00445118 社団法人日本動物学会 1956-04-15 65 118 https://cir.nii.ac.jp/crid/1540854195321006336
- 金久武晴、川村智次郎、徳田御稔、団勝磨 綜合討論（遺伝学・発生学・実験形態学）動物学雑誌 00445118 社団法人日本動物学会 1956-04-15 65 174-175 https://cir.nii.ac.jp/crid/1540009770390891392
- 徳田御稔 ルィセンコの辞職をめぐつて（座談会） 自然 03870014 中央公論社 1956-07-00 11 7 ???? https://cir.nii.ac.jp/crid/1520573330561811968
- 徳田御稔 防鼠のための基礎動物学的研究 北方林業 03888045 北方林業会 1956-10-00 8 10 ???? https://cir.nii.ac.jp/crid/1523388079595661440
- 平岩馨邦, 徳田御稔, 内田照章, 吉田博一「九州における野鼠の分布」『九州大学農学部学芸雑誌』第16巻第1号、九州大學農學部、1957年3月、157-163頁、doi:10.15017/21425、ISSN 03686264、NAID 110001612955。
- 徳田御稔、田中亮、大田嘉四夫、伊谷純一郎 綜合討論（形態学・心理学・生態学） 動物学雑誌 00445118 社団法人日本動物学会 1957-03-15 66 178 https://cir.nii.ac.jp/crid/1543105995134768384
- 平岩馨邦、徳田御稔、内田照章、杉山博 隠岐島の哺乳類：I.生物地理学的にみた隠岐島の哺乳動物相 : II.オキアカネズミとアカネズミの比較：統計処理的な試み(生理・発生・実験形態・生化学・分類・生態) 動物学雑誌 00445118 社団法人日本動物学会 1958-02-15 67 54 https://cir.nii.ac.jp/crid/1542824520158081792
- 徳田御稔 100年目の進化論 自然 03870014 中央公論社 1958-03-00 13 3 ???? https://cir.nii.ac.jp/crid/1521980705862779776
- 平岩馨邦, 徳田御稔, 内田照章, 杉山博「隠岐島の小哺乳類--特にその亜種的特徴の再吟味に関して」『九州大学農学部学芸雑誌』第16巻第4号、九州大學農學部、1958年11月、547-574頁、doi:10.15017/21465、ISSN 03686264、NAID 110001643319。
- 徳田御稔 古生物学者の'強み'と'弱み'(<特集>進化) 地球科學 03666611 地学団体研究会 1959-12-23 45 3-4 https://cir.nii.ac.jp/crid/1390001204266595840
- 徳田御稔 「種の分岐」と「種の進化」(I. 害虫の生態型をめぐる諸問題, 昭和35年度日本農学会大会分科会) 日本応用動物昆虫学会大会講演要旨 日本応用動物昆虫学会 1960-03-29 4 34 https://cir.nii.ac.jp/crid/1572543026820006144
- 徳田御稔 生態学における"種"の問題 日本生態学会誌 00215007日本生態学会 1961-08-01 11 4 163-165 https://cir.nii.ac.jp/crid/1390282679268253568
- 徳田御稔 日本生物相の分析 : 自然史研究会講演集録 I 植物分類・地理 00016799日本植物分類学会 1963-03-30 19 184-186 https://cir.nii.ac.jp/crid/1390001204441343744
- 徳田御稔 生物進化と古生態 地質学論集 03858545日本地質学会 1968-12-28 3 5-14 https://cir.nii.ac.jp/crid/1541980095249338880
- 徳田御稔、田端英雄 激動の大学・戦後の証言-36-生態学の生態-上- 朝日ジャーナル 05712378 朝日新聞社 1970-09-27 12 38 37-41 https://cir.nii.ac.jp/crid/1522543655470739456
- 徳田御稔、田端英雄 激動の大学・戦後の証言-37-生態学の生態-下- 朝日ジャーナル 05712378 朝日新聞社 1970-10-04 12 39 85-89 https://cir.nii.ac.jp/crid/1520854805620004352
- 徳田御稔 ネズミ類の進化と適応 生理・生態の両面から考える ("現代進化学"入門(特集)) 科学朝日 03684741 朝日新聞社 1971-08-00 31 8 46-51 https://cir.nii.ac.jp/crid/1520573330977847936